# Valentin Dasch
Valentin Dasch (1 de maio de 1930 - 2 de agosto de 1981) foi um político alemão, representante da União Social-Cristã da Baviera.
Foi membro do Landtag da Baviera de 1966 a 1969 e de 1969 a 1972 membro do Bundestag nacional.